# 상서초등학교 (충남)
상서초등학교는 대한민국 충청남도 공주시에 있는 공립 초등학교이다.

## 학교 연혁
- 1949.09.01 우성국민학교 상서분교장 인가
- 1956.05.09 상서국민학교 승격 개교(6학급)
- 1996.03.01 상서초등학교로 교명 변경
- 1999.11.23 다목적실, 유치원 신축
- 2004.09.16 과학실 현대화 사업
- 2006.12.01 과학·환경 교육 선도학교 운영
- 2014.07.19 학교평가 우수교 선정(3년 연속 우수교)
- 2015.02.17 제59회 졸업식(졸업생 누계 3,340명)
- 2015.03.01 공주시 특성화학교 육성 사업 운영(2015~2018년, 1억6천만원)

## 참고 자료
- 상서초등학교 - 한국교육학술정보원 학교알리미